# 犯罪家族
犯罪家族是犯罪集团的一个单位，常见于意大利裔犯罪集团——尤其是西西里黑手黨和意大利裔美国黑手党，通常在特定地盘或特定活动范围内活动。尽管名称如此，但大多数犯罪家族通常不是基于真正的家族，尽管它们往往基于相同族裔，且许多成员可能彼此有亲戚关系。